# اسم الحلبة

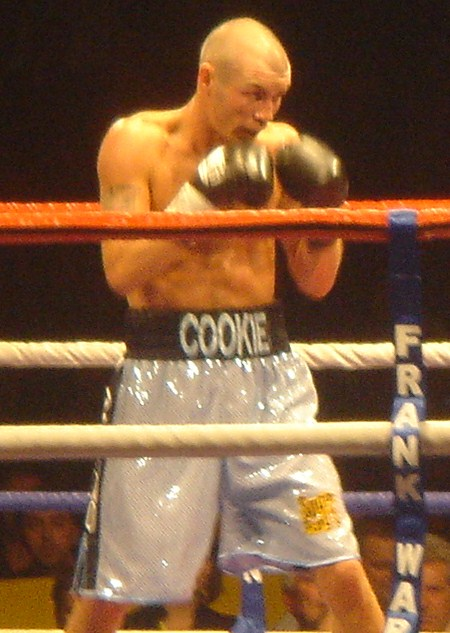

اسم الحلبة هو اسم فني يستخدم من قبل مصارع محترف أو فنان قتال أو ملاكم. منذ ظهور الإنترنت، أصبح من السهل نسبيًا اكتشاف الاسم الحقيقي.